# Grøn høgeskæg
Grøn høgeskæg (Crepis capillaris) er en enårig plante i kurvblomst-familien. De gule blomster sidder i små kurve på tynde stilke. Bladene er frisk grønne. I Danmark er planten indslæbt i 1800-tallet med græsfrø fra Mellemeuropa.

## Beskrivelse
Grøn høgeskæg er en 25-60 centimeter høj urt. Blomsterne sidder i 1,5 centimeter brede kurve, hvis kurvsvøbblade oftest har sorte kirtelhår på ydersiden, men er glatte på indersiden. Også kurvstilkenes øvre del har oftest sorte kirtelhår. Disse træk adskiller grøn høgeskæg fra den lignende taghøgeskæg. Desuden er frugten helt glat og stænglens øvre blade har ikke indrullet rand.

## Udbredelse
Arten findes udover i Europa også som indslæbt i Nordamerika.
I Danmark er grøn høgeskæg temmelig almindelig på agerjord og i vejkanter. Den blomstrer juni til september.